# Веннерстрём, Мария
Мари́я Веннерстрём (швед. Maria Wennerström; род. 10 апреля 1985, Шеллефтео, Вестерботтен) — шведская кёрлингистка.
Играет на позиции второго. Участник национальной сборной Швеции.

## Достижения
- Зимние Олимпийские игры: серебро (2014).
- Чемпионат мира по кёрлингу среди женщин: серебро (2012, 2013).
- Чемпионат Европы по кёрлингу: золото (2010, 2013), серебро (2011), бронза (2012).
- Континентальный Кубок по кёрлингу: серебро (2013, 2014, 2015).
- Чемпионат Швеции по кёрлингу среди женщин: золото (2009, 2010, 2012, 2013), серебро (2007, 2008), бронза (2005).[3]
- Чемпионат мира по кёрлингу среди юниоров: серебро (2005), бронза (2004).
- Чемпионат Швеции по кёрлингу среди юниоров: золото (2004, 2005, 2006), серебро (2001, 2002).[4][5]

## Команды
| Сезон   | Четвёртый                          | Третий            | Второй                  | Первый                | Запасной                                       | Турниры                                             |
| ------- | ---------------------------------- | ----------------- | ----------------------- | --------------------- | ---------------------------------------------- | --------------------------------------------------- |
| 2003    | Lisa Löfskog                       | Стина Викторссон  | Ann-Christine Nordqvist | Jenny Hammarström     | Мария Веннерстрём (ЧМЮ)                        | ЧМЮ 2003 (4-е место)                                |
| 2003—04 | Стина Викторссон                   | Anna Viktorsson   | Мария Веннерстрём       | Софи Сиден            | Jenny Zetterquist (ЧМЮ)                        | ЧШЮ 2003-04 · ЧМЮ 2004                              |
| 2004—05 | Стина Викторссон                   | Софи Сиден        | Мария Веннерстрём       | Jenny Zetterquist     | Сабина Краупп (ЧМЮ)                            | ЧШЮ 2004-05 · ЧМЮ 2005                              |
| 2005—06 | Стина Викторссон                   | Мария Веннерстрём | Софи Сиден              | Matilda Rodin         | Сабина Краупп (ЧМЮ)                            | ЧШЮ 2005-06 · ЧМЮ 2006 (8-е место)                  |
| 2007    | Стина Викторссон                   | Мария Веннерстрём | Hedvig Kamp             | Sigrid Kamp           |                                                | ЗУ 2007 (4-е место)                                 |
| 2007—08 | Стина Викторссон                   | Мария Прюц        | Мария Веннерстрём       | Маргарета Сигфридссон | Сабина Краупп                                  | ЧМ 2008 (6-е место)                                 |
| 2009    | Стина Викторссон                   | Мария Веннерстрём | Анна Домей              | Карлссон, Сара        |                                                | ЗУ 2009 (6-е место)                                 |
| 2009—10 | Стина Викторссон                   | Nina Bertrup      | Мария Веннерстрём       | Маргарета Сигфридссон |                                                |                                                     |
| 2010—11 | Стина Викторссон                   | Кристина Бертруп  | Мария Веннерстрём       | Маргарета Сигфридссон | Агнес Кнохенхауэр тренер: Рикард Хальстрём     | ЧЕ 2010                                             |
| 2011—12 | Мария Прюц                         | Кристина Бертруп  | Мария Веннерстрём       | Маргарета Сигфридссон | Сабина Краупп                                  | ЧЕ 2011 · ЧМ 2012                                   |
| 2012—13 | Мария Прюц                         | Кристина Бертруп  | Мария Веннерстрём       | Маргарета Сигфридссон | Агнес Кнохенхауэр                              | ЧЕ 2012 · ККК 2013 · ЧМ 2013                        |
| 2012—13 | Мария Прюц                         | Кристина Бертруп  | Мария Веннерстрём       | Маргарета Сигфридссон | тренер: Фредрик Хальстрём                      | ЧШЖ 2013                                            |
| 2013—14 | Мария Прюц                         | Кристина Бертруп  | Мария Веннерстрём       | Маргарета Сигфридссон | Агнес Кнохенхауэр (ЧЕ, ЗОИ) Сара Макманус (ЧМ) | ЧЕ 2013 · ЗОИ 2014 · ККК 2014 · ЧМ 2014 (5-е место) |
| 2014—15 | Мария Прюц                         | Кристина Бертруп  | Мария Веннерстрём       | Маргарета Сигфридссон |                                                | ККК 2015                                            |
| 2015—16 | Мария Прюц                         | Кристина Бертруп  | Мария Веннерстрём       | Маргарета Сигфридссон | Агнес Кнохенхауэр                              | ЧМ 2016 (9-е место)                                 |
| 2016—17 | Сисси Эстлунд Изабелла Врано (АКК) | Кристина Бертруп  | Мария Веннерстрём       | Маргарета Сигфридссон | Бригитта Сьоберг (АКК)                         | ЧШЖ 2017 · АКК 2017 (5-е место)                     |
| 2017—18 | Сисси Эстлунд                      | Кристина Бертруп  | Мария Веннерстрём       | Маргарета Сигфридссон |                                                |                                                     |

(скипы выделены полужирным шрифтом; см. также )

## Частная жизнь
Начала заниматься кёрлингом в возрасте 12 лет. Профессиональный кёрлингист.
Проживает в городе Сундсвалль (Швеция).
Живёт в партнерстве. Один ребёнок — сын Джон (англ. John) (род. 2015)